# Watermillock
Watermillock is een dorp in het Engelse graafschap Cumbria. Het maakt deel van de civil parish Matterdale. Het heeft een kerk.